# José Rozo Contreras

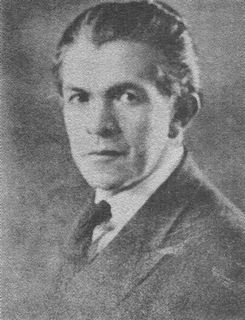
José Rozo Contreras

José Rozo Contreras (* 7. Januar 1894 in Bochalema, Norte de Santander; † 12. Oktober 1976 in Bogotá) war ein kolumbianischer Komponist.

## Leben und Wirken
Rozo Contreras hatte ersten Unterricht bei dem Bischof und Musiker Francisco de Paula Rivera und dirigierte im Alter von siebzehn Jahren das Orchester von Bochalema. Daneben hatte er auch Unterricht bei Oscar Zuccarini, Cesare Duvice und Alexandro Vasella. 1913 ging er nach Pamplona, wo er seinen Militärdienst als Flötist, Klarinettist und Saxophonist einer Regimentskapelle leistete. Danach leitete er ein kleines Orchester in Bucaramanga und wurde Leiter der Militärkapelle des Batallón de Santander in Pamplona.
Seit 1924 studierte er an der Accademia Nazionale di Santa Cecilia bei Luigi Cireney, ab 1929 in Wien bei Eugene Zádor. Hier brachten 1930 die Wiener Symphoniker unter Anton Konrath seine Suite Tierra Colombiana zur Uraufführung.
1931 kehrte Rozo Contreras nach Kolumbien zurück und wurde 1933 Direktor des Nationalorchesters (Banda Sinfónica Nacional de Colombia) in Bogotá; er hatte diese Stelle bis zu seinem Tode inne. 1969 veröffentlichte er autobiographische Fragmente unter dem Titel Memorias de un Músico de Bochalema.